# Vaale
Vaale település Németországban, Schleswig-Holstein tartományban. Lakosainak száma 1256 fő (2023. december 31.).

## Népesség
A település népességének változása:
| Lakosok száma | 986  | 1202 | 1198 | 1254 | 1258 | 1256 |
|               | 1975 | 2017 | 2019 | 2021 | 2022 | 2023 |